# Klub krótkofalarski
Klub krótkofalowców – jedna z form zrzeszenia krótkofalowców.
Wśród polskich znaków ma znaczenie pierwsza litera sufiksu, po niej można zidentyfikować znaki klubowe:
- K – kluby wywodzące się z LOK
- P – kluby wywodzące się z PZK
- Y – nowe znaki klubów nie związanych z powyższymi
- Z – kluby ZHP

Pozostałe litery przeznaczone są dla licencji indywidualnych.
Podział obowiązuje tylko znaki z prefiksem SP.
Przy Polskim Związku Krótkofalowców działają też kluby specjalistyczne skupiające zapaleńców zajmujących się różnymi dziedzinami radioamatorstwa.